# Thomas Braut
Thomas Ulrich Braut (* 22. Mai 1930 in Berlin; † 13. Dezember 1979 in München) war ein deutscher Schauspieler und Synchronsprecher.

## Leben
Der Sohn der Schauspielerin Frigga Braut besuchte von 1949 bis 1951 die Düsseldorfer Schauspielschule unter Gustaf Gründgens und nahm zusätzlich Klavier- und Gesangsunterricht. 1949 gab er sein Bühnendebüt als Chorbote in Die Braut von Messina im Grenzlandtheater in Monschau. Weitere Bühnenstationen waren Düsseldorf, Osnabrück, Köln, München, Zürich, Frankfurt, Hamburg und Berlin. Dabei betätigte er sich nicht nur als Schauspieler, sondern auch als Regisseur.
Ab 1957 übernahm er zudem Rollen in Film- und Fernsehproduktionen. Er spielte u. a. in Frank Wisbars Kriegsfilm Haie und kleine Fische, in der Heinz-Erhardt-Komödie Vater, Mutter und neun Kinder, Krimis wie Stahlnetz sowie in Fernsehserien wie Derrick, Das Kriminalmuseum, Notarztwagen 7, Der Alte und Auf Achse.
Seit 1953 war Braut außerdem umfangreich als Synchronsprecher tätig und lieh seine Stimme international bekannten Schauspielern wie Alan Bates (u. a. Der Todesschrei), Jean-Paul Belmondo (Der Mann, der mir gefällt), Richard Burton (Steiner – Das Eiserne Kreuz, 2. Teil), Johnny Cash (Columbo: Schwanengesang), James Coburn (Steiner – Das Eiserne Kreuz), James Drury (in der Western-Serie Die Leute von der Shiloh-Ranch), Gene Hackman (Verschollen im Weltraum), Dennis Hopper (Easy Rider), Ben Gazzara (Die Brücke von Remagen),  Toshirō Mifune (Rivalen unter roter Sonne), Cameron Mitchell (Verflucht sind sie alle), Renato Salvatori (u. a. in Rocco und seine Brüder) und William Shatner (In geheimer Mission).
Braut war mit der Schauspielkollegin Ursula Herwig (1935–1977) verheiratet; das Paar bekam eine Tochter. Seine Cousine Ingrid Braut (1926–2001) war ebenfalls als Schauspielerin tätig. Nachdem Thomas Braut in den Jahren zuvor bereits zwei Herzinfarkte erlitten hatte, erlag er am 13. Dezember 1979 im Alter von 49 Jahren einem dritten Infarkt. Seine Grabstätte befindet sich auf dem Düsseldorfer Nordfriedhof.

## Filmografie
- 1957: Impromptu de Paris (TV)
- 1957: Haie und kleine Fische
- 1958: Sie schreiben mit (Fernsehserie)
- 1958: Warum sind sie gegen uns?
- 1958: Vater, Mutter und neun Kinder
- 1959: Die Gerechten (TV)
- 1959: Spiel im Schloß (TV)
- 1960: Die erste Mrs. Selby (TV)
- 1960: Es geschah an der Grenze (Fernsehserie)
- 1960: Nacht fiel über Gotenhafen
- 1960: Zum Geburtstag (TV)
- 1960: Himmel, Amor und Zwirn
- 1961: Schiffer im Strom (Fernsehserie, 3 Folgen)
- 1961: Stahlnetz: Saison (TV)
- 1961: Onkel Harry (TV)
- 1961: Die Sache mit dem Ring (TV)
- 1962: Die Kollektion (TV)
- 1962: 22 Minuten Angst (TV)
- 1962: 90 Minuten nach Mitternacht
- 1963: Eine schöne Bescherung (TV)
- 1963: Die Chorjungen von St. Cäcilia (TV)
- 1963–1967: Das Kriminalmuseum (Fernsehserie, 2 Folgen)
- 1964: Die Truhe (TV)
- 1964: Frühling mit Verspätung (TV)
- 1964: Slim Callaghan greift ein – Die Erbschaft
- 1964: Um Antwort wird gebeten
- 1964: Hafenpolizei – Gefährliche Zuflucht
- 1964–1967: Die fünfte Kolonne (Fernsehserie, 4 Folgen)
- 1965: Figaro läßt sich scheiden (TV)
- 1965: Oberst Wennerström (TV)
- 1965: Fall erledigt – 'End of Conflict' (TV)
- 1966: Der Strick (TV)
- 1967: Ein Riß im Eis (TV)
- 1967: Flucht über die Ostsee (TV)
- 1967: Dreizehn Briefe (Fernsehserie, 1 Folge)
- 1967: Entscheidung (TV)
- 1967: Die Kollektion (TV)
- 1967: Verräter (Fernseh-Dreiteiler)
- 1968: Ein Hotelschlüssel (TV)
- 1968: Sir Roger Casement (Fernseh-Zweiteiler)
- 1968: Polizeifunk ruft (Fernsehserie, 1 Folge)
- 1969: Alle Hunde lieben Theobald (Fernsehserie, 1 Folge)
- 1969: Goya (Fernsehserie, 2 Folgen)
- 1969: Der Kommissar – Die Waggonspringer (Fernsehserie, 1 Folge)
- 1970: Ein großer graublauer Vogel
- 1970: Ich kenne die Geschichte (TV)
- 1970: Die seltsamen Methoden des Franz Josef Wanninger (Fernsehserie, 1 Folge)
- 1971: Napoleon und Joghurt (TV)
- 1973: Frühbesprechung (Fernsehserie, 1 Folge)
- 1974: Graf Yoster gibt sich die Ehre (Fernsehserie, 1 Folge)
- 1974: Unser Walter (Fernsehserie, 7 Folgen)
- 1975: Kennwort: Fasanenjagd München 1945 (TV)
- 1975: Eurogang (Fernsehserie, 1 Folge)
- 1975–1979: Derrick (Fernsehserie, 6 Folgen)
- 1976: Der Anwalt (Fernsehserie, 1 Folge)
- 1976: Notsignale (Fernsehserie, 1 Folge)
- 1977: Notarztwagen 7 (Fernsehserie, 1 Folge)
- 1977: Ein Haus für uns (Fernsehserie, 1 Folge)
- 1977: Das Projekt Honnef (TV)
- 1977: Der Alte – (Folge 9: Verena und Annabelle)
- 1977: MS Franziska (Fernsehserie, 2 Folgen)
- 1978: Ausgerissen! Was nun? (Fernsehserie, 1 Folge)
- 1978: Der Unbekannte (TV)
- 1979: Son of Hitler
- 1979: Wie würden Sie entscheiden? (Fernsehserie, 1 Folge)
- 1980: Die Weber (TV)
- 1980: Krelling (Fernsehserie)
- 1980: Auf Achse (Fernsehserie, 1 Folge)

## Hörspiele
- 1964: Otto Heinrich Kühner: Die Übungspatrone (Soldat) – Regie: Otto Kurth (Hörspiel – SR/BR)